# تندپاها
تندپاها (نام علمی: Ocypode) نام یک سرده از زیرخانواده خرچنگ شبح‌وار است.